# Naturbahnrodel-Weltcup 2011/12
Der Naturbahnrodel-Weltcup 2011/12 wurde vom 6. Januar bis zum 3. März 2012 in drei Disziplinen und in jeweils sechs Saisonrennen ausgetragen. Zusätzlich kam am zweiten Rennwochenende erstmals im Rahmen des Weltcups ein Mannschaftswettbewerb zur Austragung, den es zuvor nur bei Welt- und Europameisterschaften gab. Der Saisonauftakt in Latzfons hätte bereits von 16. bis 18. Dezember 2011 stattfinden sollen, musste aber wegen zu warmem Wetter verschoben werden. Beim ersten und letzten Rennen der Saison kam ein neuer Modus testweise zur Anwendung, bei dem nur die besten 25 Herren, 15 Damen und 10 Doppelsitzerpaare eines Qualifikationslaufes im Weltcuprennen startberechtigt waren (inklusive der aufgrund der Ergebnisse der letzten drei Weltcuprennen fix gesetzten 5 Herren, 3 Damen und 3 Doppelsitzer), während die Nichtqualifizierten ein Nationencup genanntes Rennen fuhren, das nicht zum Weltcup zählte. Von 17. bis 19. Februar fand in Nowouralsk die 24. Europameisterschaft und zwei Wochen davor in Latsch die 8. Juniorenweltmeisterschaft statt.

## Damen-Einsitzer

### Ergebnisse
| Datum                    | Ort          | Siegerin               | Zweite            | Dritte            |
| ------------------------ | ------------ | ---------------------- | ----------------- | ----------------- |
| 7. bis 8. Januar 2012    | Latzfons     | Jekaterina Lawrentjewa | Renate Gietl      | Melanie Schwarz   |
| 14. bis 15. Januar 2012  | Olang        | Jekaterina Lawrentjewa | Renate Gietl      | Evelin Lanthaler  |
| 21. bis 22. Januar 2012  | Železniki    | Jekaterina Lawrentjewa | Renate Gietl      | Melanie Batkowski |
| 29. Januar 2012          | Deutschnofen | Jekaterina Lawrentjewa | Renate Gietl      | Evelin Lanthaler  |
| 15. bis 16. Februar 2012 | Nowouralsk   | Jekaterina Lawrentjewa | Melanie Batkowski | Renate Gietl      |
| 2. bis 3. März 2012      | Umhausen     | Jekaterina Lawrentjewa | Melanie Batkowski | Renate Gietl      |

### Weltcupstand
| Rang | Name                   | Punkte |
| ---- | ---------------------- | ------ |
| 01   | Jekaterina Lawrentjewa | 600    |
| 02   | Renate Gietl           | 480    |
| 03   | Melanie Schwarz        | 310    |
| 04   | Melanie Batkowski      | 295    |
| 05   | Tina Unterberger       | 274    |
| 06   | Evelin Lanthaler       | 245    |
| 07   | Ljudmila Aksenenko     | 241    |
| 08   | Veronika Nachmann      | 233    |
| 09   | Marlies Wagner         | 230    |
| 10   | Michaela Maurer        | 182    |
| 11   | Petra Dragičevič       | 180    |
| 12   | Christina Götschl      | 162    |
| 13   | Tamara Schwarz         | 155    |
| 14   | Katrin Mladek          | 101    |
| 15   | Alexandra Obrist       | 100    |
| 16   | Marija Komarewzewa     | 092    |

| Rang | Name                | Punkte |
| ---- | ------------------- | ------ |
| 17   | Michaela Niemetz    | 83     |
| 18   | Carmen Planötscher  | 81     |
| 19   | Katrin Zwetanowa    | 79     |
| 20   | Sarah Gruber        | 60     |
|      | Greta Pinggera      | 60     |
| 22   | Wioletta Ryś        | 51     |
| 23   | Martina Rowold      | 50     |
| 24   | Swetlana Scharawina | 36     |
| 25   | Darja Malejewa      | 32     |
| 26   | Asuman Bayrak       | 28     |
| 27   | Sinem Aydınlı       | 26     |
|      | Ljubow Starikowa    | 26     |
| 29   | Anișoara Hutopilă   | 24     |
|      | Katarina Černe      | 24     |
| 31   | Jennifer Wendelius  | 23     |
| 0    | 0                   | 0      |

## Herren-Einsitzer

### Ergebnisse
| Datum                   | Ort          | Sieger           | Zweiter      | Dritter            |
| ----------------------- | ------------ | ---------------- | ------------ | ------------------ |
| 8. Januar 2012          | Latzfons     | Patrick Pigneter | Alex Gruber  | Rudi Resch         |
| 14. bis 15. Januar 2012 | Olang        | Patrick Pigneter | Hannes Clara | Stanislaw Kowschik |
| 22. Januar 2012         | Železniki    | Patrick Pigneter | Hannes Clara | Rudi Resch         |
| 29. Januar 2012         | Deutschnofen | Patrick Pigneter | Hannes Clara | Michael Scheikl    |
| 16. Februar 2012        | Nowouralsk   | Patrick Pigneter | Hannes Clara | Michael Scheikl    |
| 3. März 2012            | Umhausen     | Patrick Pigneter | Hannes Clara | Alex Gruber        |

### Weltcupstand
| Rang | Name                | Punkte |
| ---- | ------------------- | ------ |
| 01   | Patrick Pigneter    | 600    |
| 02   | Hannes Clara        | 425    |
| 03   | Alex Gruber         | 363    |
| 04   | Michael Scheikl     | 345    |
| 05   | Rudi Resch          | 242    |
| 06   | Robert Batkowski    | 240    |
| 07   | Stanislaw Kowschik  | 228    |
| 08   | Gernot Schwab       | 226    |
| 09   | Thomas Kammerlander | 222    |
| 10   | Juri Talych         | 220    |
| 11   | Florian Clara       | 200    |
| 12   | Adam Jędrzejko      | 195    |
| 13   | Gerald Kammerlander | 191    |
| 14   | Stefan Gruber       | 156    |
| 15   | Patrick Salcher     | 150    |
| 16   | Anton Blasbichler   | 136    |

| Rang | Name                  | Punkte |
| ---- | --------------------- | ------ |
| 17   | Marcus Grausam        | 135    |
|      | Björn Kierspel        | 135    |
| 19   | Georg Maurer          | 131    |
| 20   | Damian Waniczek       | 130    |
| 21   | Matic Nemc            | 115    |
| 22   | Miha Meglič           | 109    |
| 23   | Alexander Jegorow     | 104    |
| 24   | Christian Wichan      | 102    |
| 25   | Andrzej Laszczak      | 095    |
| 26   | Thomas Schopf         | 087    |
| 27   | Marjan Husner         | 084    |
| 28   | Kaj Johnson           | 081    |
| 29   | Galabin Bozew         | 060    |
|      | Florian Breitenberger | 060    |
| 31   | Petar Sawow           | 054    |
| 32   | John Gibson           | 052    |

| Rang | Name             | Punkte |
| ---- | ---------------- | ------ |
| 33   | Andrij Tolopko   | 50     |
| 34   | Bogdan Moroșan   | 48     |
| 35   | Adrian Filimon   | 41     |
| 36   | Žiga Pagon       | 34     |
| 37   | Georgi Antschow  | 33     |
|      | Andrij Wertschuk | 33     |
| 39   | Rok Popovič      | 29     |
| 40   | Grigori Bukin    | 26     |
| 41   | Łukasz Goryl     | 17     |
| 42   | Ian Greer        | 14     |
| 43   | İsa Güzeloğlu    | 13     |
| 44   | Yasin Sevim      | 12     |
| 45   | Ihor Senjuk      | 11     |
|      | Mark Vickery     | 11     |
| 47   | Borislaw Denkow  | 08     |
| 48   | Daniel Hofmann   | 07     |

## Doppelsitzer

### Ergebnisse
| Datum            | Ort          | Sieger                         | Zweite                          | Dritte                              |
| ---------------- | ------------ | ------------------------------ | ------------------------------- | ----------------------------------- |
| 7. Januar 2012   | Latzfons     | Patrick Pigneter Florian Clara | Pawel Porschnew Iwan Lasarew    | Christian Schatz Gerhard Mühlbacher |
| 14. Januar 2012  | Olang        | Pawel Porschnew Iwan Lasarew   | Patrick Pigneter Florian Clara  | Christian Schatz Gerhard Mühlbacher |
| 21. Januar 2012  | Železniki    | Pawel Porschnew Iwan Lasarew   | Patrick Pigneter Florian Clara  | Christian Schatz Gerhard Mühlbacher |
| 28. Januar 2012  | Deutschnofen | Patrick Pigneter Florian Clara | Pawel Porschnew Iwan Lasarew    | Christian Schatz Gerhard Mühlbacher |
| 15. Februar 2012 | Nowouralsk   | Pawel Porschnew Iwan Lasarew   | Christian Schopf Andreas Schopf | Patrick Pigneter Florian Clara      |
| 2. März 2012     | Umhausen     | Pawel Porschnew Iwan Lasarew   | Patrick Pigneter Florian Clara  | Björn Kierspel Christian Wichan     |

### Weltcupstand
| Rang | Name                                  | Punkte |
| ---- | ------------------------------------- | ------ |
| 1    | Pawel Porschnew – Iwan Lasarew        | 570    |
| 2    | Patrick Pigneter – Florian Clara      | 525    |
| 3    | Christian Schatz – Gerhard Mühlbacher | 386    |
| 4    | Christian Schopf – Andreas Schopf     | 348    |
| 5    | Andrzej Laszczak – Damian Waniczek    | 310    |
| 6    | Björn Kierspel – Christian Wichan     | 305    |
| 7    | Hannes Clara – Stefan Gruber          | 259    |
| 8    | Stanislaw Kowschik – Iwan Rodin       | 233    |
| 9    | Alexander Jegorow – Pjotr Popow       | 216    |

| Rang | Name                                        | Punkte |
| ---- | ------------------------------------------- | ------ |
| 10   | Thomas Schopf – Andreas Schöpf              | 206    |
| 11   | Marjan Husner – Andrij Tolopko              | 160    |
| 12   | Galabin Bozew – Petar Sawow                 | 100    |
| 13   | Rupert Brüggler – Tobias Angerer            | 099    |
| 14   | Christoph Regensburger – Dominik Holzknecht | 039    |
| 15   | Matteo Agnesod – Ylenia Sarteur             | 036    |
| 16   | Marcus Grausam – Veronika Nachmann          | 034    |
| 17   | Petar Sawow – Georgi Antschow               | 032    |
| 18   | Adrian Filimon – Bogdan Moroșan             | 030    |

## Mannschaftswettbewerb
| Datum           | Ort   | Sieger                                                                           | Zweiter                                                           | Dritter                                                                          |
| --------------- | ----- | -------------------------------------------------------------------------------- | ----------------------------------------------------------------- | -------------------------------------------------------------------------------- |
| 15. Januar 2012 | Olang | RusslandJekaterina Lawrentjewa Stanislaw Kowschik Pawel Porschnew – Iwan Lasarew | ItalienRenate Gietl Hannes Clara Patrick Pigneter – Florian Clara | ÖsterreichTina Unterberger Michael Scheikl Christian Schatz – Gerhard Mühlbacher |

## Nationenwertung
| Rang | Land                   | Punkte |
| ---- | ---------------------- | ------ |
| 01   | Italien                | 4493   |
| 02   | Österreich             | 3601   |
| 03   | Russland               | 2624   |
| 04   | Deutschland            | 1390   |
| 05   | Polen                  | 0798   |
| 06   | Slowenien              | 0491   |
| 07   | Bulgarien              | 0366   |
| 08   | Ukraine                | 0338   |
| 09   | Rumänien               | 0143   |
| 10   | Kanada                 | 0133   |
| 11   | Türkei                 | 0079   |
| 12   | Vereinigtes Königreich | 0025   |
| 13   | Schweden               | 0023   |
| 14   | Schweiz                | 0007   |